# Rajd Liepāja

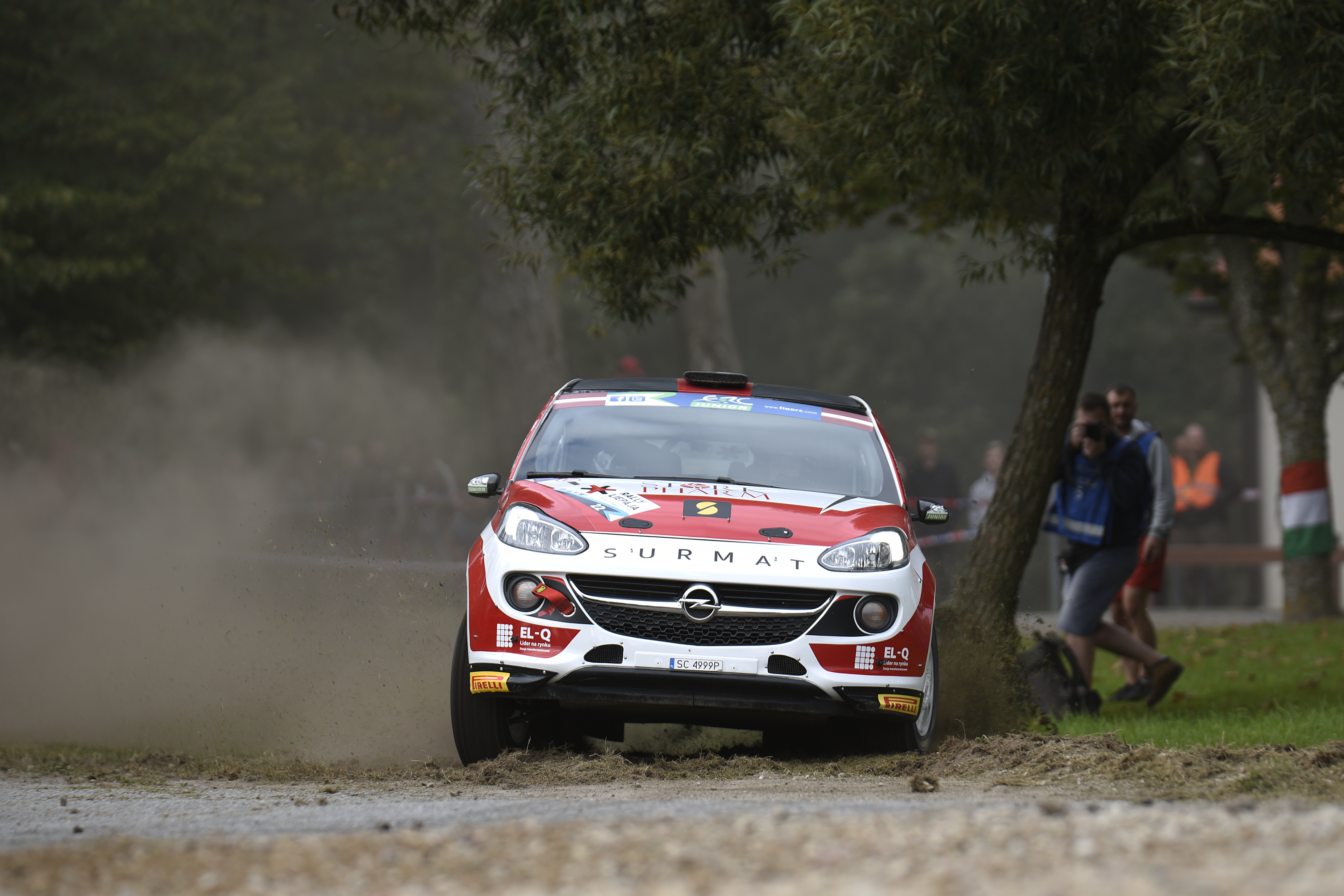
Łukasz Pieniążek podczas Rajdu Lipawy 2016

Rally Liepāja (Rajd Lipawy) – organizowany od 2013 roku rajd samochodowy z bazą w łotewskim mieście Lipawa. Odbywa się on na asfaltowych trasach. Odbywał się w miesiącach styczeń, luty. Od czasu inauguracji rajd ten jest jedną z eliminacji mistrzostw Łotwy (LRČ). Także od roku 2013 stanowi jedną z eliminacji mistrzostw Europy.

## Zwycięzcy[1]
| Rok  | Nazwa rajdu                  | Kierowca        | Pilot                  | Samochód               | Kategoria |
| ---- | ---------------------------- | --------------- | ---------------------- | ---------------------- | --------- |
| 2013 | Rally Liepāja Ventspils 2013 | Jari Ketomaa    | Kaj Lindström          | Ford Fiesta RRC        | LRČ, ERC  |
| 2014 | Rally Liepāja 2014           | Esapekka Lappi  | Janne Ferm             | Skoda Fabia S2000      | LRČ, ERC  |
| 2015 | Rally Liepāja 2015           | Craig Breen     | Scott Martin           | Peugeot 208 T16        | LRČ, ERC  |
| 2016 | Rally Liepāja 2016           | Ralfs Sirmacis  | Arturs Šimins          | Škoda Fabia R5         | LRČ, ERC  |
| 2017 | Rally Liepāja 2017           | Nikołaj Griazin | Jarosław Fiedorow      | Škoda Fabia R5         | LRČ, ERC  |
| 2018 | Rally Liepāja 2018           | Nikołaj Griazin | Jarosław Fiedorow      | Škoda Fabia R5         | LRČ, ERC  |
| 2019 | Rally Liepāja 2019           | Oliver Solberg  | Aaron Johnston         | Volkswagen Polo GTI R5 | LRČ, ERC  |
| 2020 | Rajd Lipawy 2020             | Oliver Solberg  | Aaron Johnston         | Volkswagen Polo GTI R5 | ERC       |
| 2021 | Rajd Lipawy 2021             | Nikołaj Griazin | Konstantin Aleksandrow | Volkswagen Polo GTI R5 | ERC       |
| 2022 | Rajd Lipawy 2022             | Mārtiņš Sesks   | Renars Francis         | Škoda Fabia Rally2 evo | LRČ, ERC  |
| 2023 | Rajd Lipawy 2023             | Mārtiņš Sesks   | Renars Francis         | Škoda Fabia RS Rally2  | ERC       |
| 2024 | Rajd Łotwy 2024              | Kalle Rovanperä | Jonne Halttunen        | Toyota GR Yaris Rally1 | WRC       |

- LRČ – Rajdowe Mistrzostwa Łotwy (Latvijas Rallija Čempionāts)
- ERC – Rajdowe Mistrzostwa Europy
- WRC – Rajdowe mistrzostwa świata